# 高松市立木太北部小学校
高松市立木太北部小学校（たかまつしりつ きたほくぶしょうがっこう）は、香川県高松市木太町にある市立小学校。

## 概要
高松市の東部、木太地区の北部に位置している。周辺は戦後高松市のベッドタウンとして人口が急増し、校区は木太小学校から分割されたものである。2010年現在、高松市内では児童数増加により新設された最後の小学校である。

## 学校データ
- 児童数：696人（2009年度[2]）
- 児童愛称：北部っ子

学校施設（2008年5月1日時点）
- 普通教室：21教室
- 特別教室：7教室
- 校舎面積：4647m2
- 体育館面積：888m2

服装規定
- 制服：あり（通年必用）
- 防寒着：不明

## 歴史

### 年表
- 1990年（平成2年）4月1日 - 開校。校区を木太小学校区から分割。

### 全校児童数の推移
木太北部小学校の児童数は年々増加している。
- 1999年度：576人
- 2000年度：576人（0人）
- 2001年度：580人（+4人）
- 2002年度：573人（-7人）
- 2003年度：576人（+3人）
- 2004年度：608人（+32人）
- 2005年度：622人（+14人）
- 2006年度：644人（+22人）
- 2007年度：670人（+26人）
- 2008年度：684人（+14人）
- 2009年度：696人（+12人）

## 教育目標
- 自ら学び、心豊かでたくましい子どもの育成

児童像
- 助け合う子
- 考える子
- 元気な子

## 通学区域
通学区域は高松市木太地区の一部。開校前のこの地域は木太小学校区であった。
- 高松市
  - 木太町2018番地～2839番地1、2841番地、2846番地～2848番地、2849番地1,6～8,13、2856番地1、2858番地2、3058番地2～8、3058番地10～3063番地1、3063番地3～3064番地1,3～7、3064番地10～3065番地1、3078番地～3092番地1,3～22、3092番地29～3181番地、3186番地～3294番地、3302番地、3393番地～3400番地、3402番地～3404番地21、4542番地～4588番地、4617番地1、4617番地3～4618番地1、4618番地3～4646番地

## 進学先中学校
- 高松市立玉藻中学校

## 校区内の主な施設
- 国道11号高松北バイパス
- 高松市道福岡林線
- JR高徳線木太町駅
- 高松国際ホテル

## 交通
- JR高徳線木太町駅より徒歩12分（0.6km）
- ことでんバス庵治線・浦生線・高松医療センター・大学病院線 木太町バス停より徒歩6分（0.3km）